# Franz Dorfmüller
Franz Dorfmüller   (Ratisbona, 17 d'abril de 1887 - Múnic, 8 de juliol de 1974) va ser un pianista, professor de piano i escriptor de música alemany. A més de les actuacions i conferències convidades, va treballar a Munic, Regensburg, Filadèlfia (Pensilvània) i Nuremberg.
Els alumnes més coneguts de Dorfmüller van ser Hermann Reutter, Heinz Pauels, Franz Josef Breuer, Günter Wand i Karl Holl. Durant els seus estudis es va convertir en membre de l'AGV Munich.
Franz Dorfmüller, que aleshores ja treballava com a professor universitari, va aparèixer el 1927 com a cofundador de l'Associació per a la Música Contemporània al costat del compositor Fritz Büchtger (1903–1978) i el jove pianista Udo Dammert (1904–2003). El 1944, Dorfmüller va ser inclòs a la llista donada per Gottbegnadeten-Liste des Reichsministeriums für Volksaufklärung und Propaganda.

## Publicacions
- Kurt Dorfmüller: Sobre la vida musical de Munic durant la Primera Guerra Mundial i els anys de la postguerra; Article a: 100 Years of the Munich Philharmonic, pàg. 114–127, publicat per. Gabriele E. Meyer. Munic 1994.
- Kurt Dorfmüller: L'escena musical de Munich: dels anys vint a l'època nazi a: Sobre la situació de la música a l'Alemanya dels anys trenta i quaranta. Publicat per Orff Centre Munich.
- Anton Kerschensteiner, Ernst Wengenmayer, Oskar Kaul, Franz Dorfmüller, Albert Hartmann, Otto Loesch: History of the Munich Academic Singing Society 1861–1961, Munic 1961.